# Paradrymonia
Paradrymonia é um género botânico pertencente à família Gesneriaceae.

## Espécies
Composto por 39 espécies:
- Paradrymonia alba
- Paradrymonia aurea
- Paradrymonia binata
- Paradrymonia buchtienii
- Paradrymonia bullata
- Paradrymonia campostyla
- Paradrymonia ciliosa
- Paradrymonia conferta
- Paradrymonia congesta
- Paradrymonia dariensis
- Paradrymonia decurrens
- Paradrymonia densa
- Paradrymonia erythropus
- Paradrymonia flava
- Paradrymonia fugaiana
- Paradrymonia fuquaiana
- Paradrymonia gibbosa
- Paradrymonia gigantea
- Paradrymonia glabra
- Paradrymonia hansteiniana
- Paradrymonia hirta
- Paradrymonia hypocyrta
- Paradrymonia lacera
- Paradrymonia lineata
- Paradrymonia longifolia
- Paradrymonia longipedunculata
- Paradrymonia longipetiolata
- Paradrymonia lurida
- Paradrymonia macrophylla
- Paradrymonia maculata
- Paradrymonia metamorphophylla
- Paradrymonia ommata
- Paradrymonia pedunculata
- Paradrymonia prististoma
- Paradrymonia sastrei
- Paradrymonia sericea
- Paradrymonia splendens
- Paradrymonia tylocalyx
- Paradrymonia ulei